# 和信ペイント
和信ペイント株式会社（わしんペイント）は、埼玉県幸手市に本社を置く家庭用塗料メーカーである。塗料の水性化に早くから取り組み、水性ニスを中心に様々な木部用塗料を扱っている。
和信化学工業株式会社のDIY事業部が独立し設立された。和信化学工業の家具、工業用塗料で培った技術力を生かし、塗装業者ではなく一般ユーザーのDIYや学校教材に適した製品を開発している。
ニスの容器の蓋がメモリ付きのカップになっており、棒や刷毛を使わなくても攪拌できるようガラス製の玉が入っているなど、一般向けの工夫が施されている。

## 沿革
- 1976年 - 和信化学工業株式会社東京事務所内に、ホームペイント事業部発足。翌年、DIY事業部に名称変更。
- 1984年 - 文部省（現文部科学省）が図画工作の授業で溶剤系塗料の使用を禁止。安全かつ作業性が良好な「水溶性つやだしニス」が高く評価され、学校教材用の新しい定番塗料として採用が拡大した。またホビーなどの家庭塗料として急速に普及が進んだ。
- 1986年 - 埼玉県幸手市上吉羽に新工場が完成。東京都豊島区駒込にサービス業務の窓口（DIY事業部東京サービスセンター）を設置。一層の事業拡大のため、和信ペイント株式会社として、和信化学工業株式会社より分離独立。ニスを通じて、一般家庭や教育の現場におけるDIY（自分で作ろう！）の普及に専念する。
- 1998年 - 本格的に人の健康に配慮した塗料製品郡「健康志向塗料（Ecology-2000）シリーズ」を発表。業界に新しい安全基準を示した。
- 2005年 - シックハウス対応など、さらに安全性を追求した「環境対応塗料シリーズ」を発表。
- 2008年 - 和信化学工業株式会社の新しいネットワークの一員となる。
- 2012年 - 日本DIY商品コンテスト2012において「水性工芸うるし」が最高位の「経済産業大臣賞」を受賞。公式キャラクターとしてもくじぃを採用。
- 2013年 - Golden Hammer of the Year 2013 にて「水系ガードラック」がDIY塗料部門「第1位」を受賞。
- 2013年 - 日本DIY商品コンテスト2013において「水性カラーフローリング用ニス」が「DIY協会会長賞」を受賞。
- 2014年 - 日本DIY商品コンテスト2014において「水性クレヨンニス」が「銀賞」を受賞。（3年連続受賞）女性のペイントクラブ「ジャパン・レディス・ペイント・クラブ」発足。
- 2018年 - 水性木材保存剤「クレオパワー」を発売。

## 会社情報
- 代表者：代表取締役社長 瀬川義浩
- 資本金：3000万円
- 本社所在地 ：埼玉県幸手市上吉羽2100-18
- 工場：1ヶ所（幸手市）
- 事業内容
  1. DIY・家庭用塗料の製造販売
  2. 学校教材用塗料の製造販売
  3. ホビー用塗料の製造販売
  4. 塗料用機器・容器および塗装用具の販売

## 主な製品

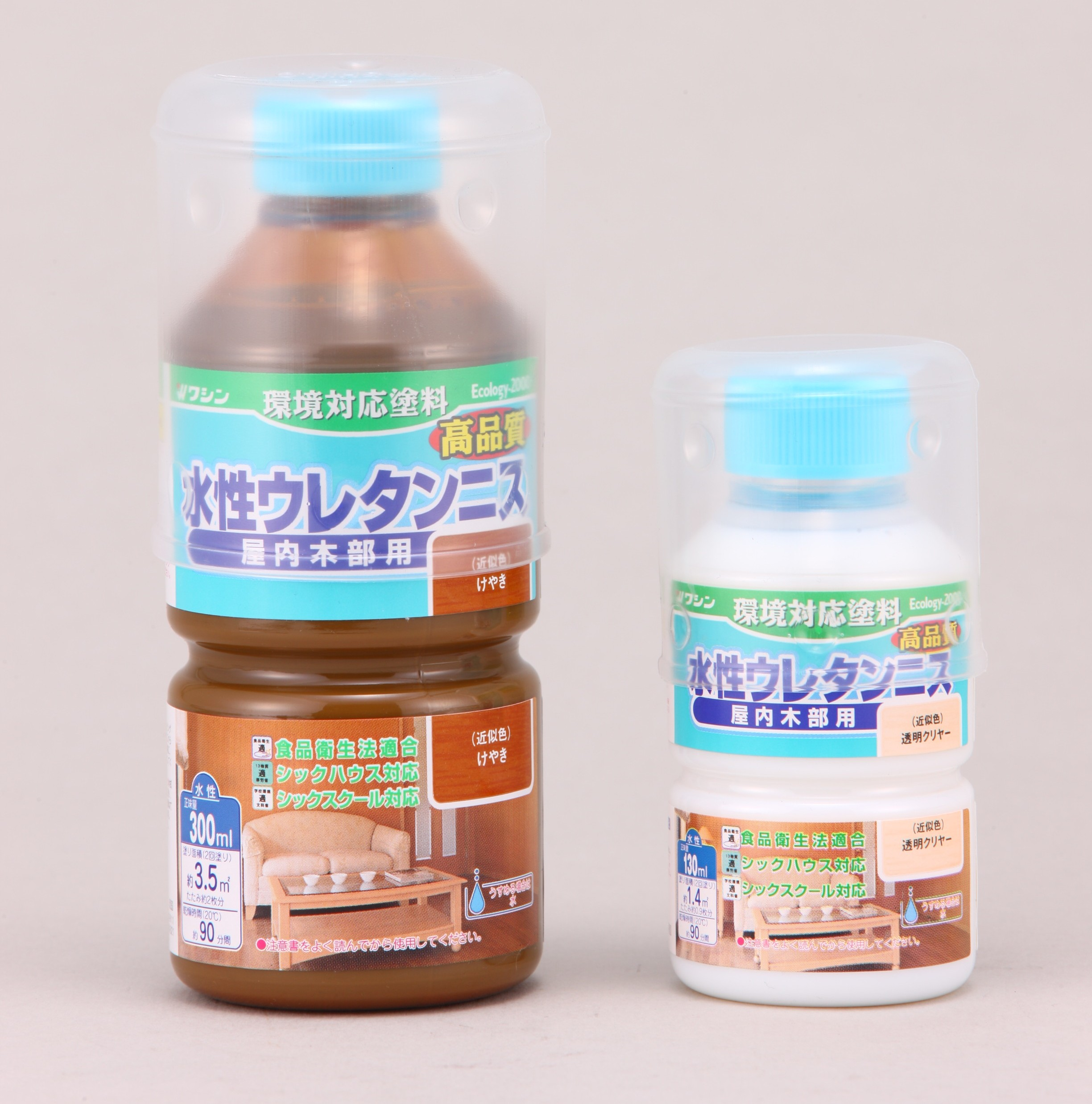
水性ウレタンニス

- 油性ニス
油性ニス・油性ニススプレー・外部用ニス・工芸ウレタン・木彫オイル・藤工芸ニス・ワシンフロアーS・2ウレタン
- 水性ニス
水性ニス・水性ウレタンニス・水性ウッドオイル・水性外部用ニス・水性フローリング用ニス・水性カラーフローリング用ニス・クレヨンニス
- 木材保護塗料
ガードラックラテックス・ガードラックアクア・クレオパワー・クレオパワーEX

・水溶性ニス
水溶性つやだしニス、水溶性つや消しニス・水溶性つやだしニススプレー
- 合成うるし
油性工芸うるし・水性工芸うるし
- オイルステイン
オイルステイン・水性オイルステイン・ポアーステイン
- ラッカー
クリヤーラッカー・ラッカーサンディングシーラー・速乾ニス
- その他
ステンドホビー・ラック刷毛・微粉末との粉・木工補修パテ・水性カラーワックス・JLPCデコパージュ接着＆仕上げ剤・ウッドアトリエシリーズ